# Michael Chapman (Anglist)
Michael Chapman (geboren 5. April 1945 in Durban, Südafrikanische Union) ist ein südafrikanischer Anglist. 

## Leben
Michael Chapman wuchs in Kimberley auf und studierte Anglistik an der University of London. Ab 1980 gab er die literaturwissenschaftliche Zeitschrift Current Writing heraus. Von 1984 bis 2010 war Chapman Professor für englische Literatur an der Universität von Natal/University of KwaZulu-Natal. Er ist Fellow am Stellenbosch Institute for Advanced Study und leitete das Projekt Uses of Literature in Society: South African Case Studies. 

## Schriften (Auswahl)
- (Hrsg.): A Century of South African poetry. Johannesburg : Donker, 1981
- Douglas Livingstone. A critical study of his poetry. 1981
- Michael Chapman, Achmat Dangor (Hrsg.): Voices from within : black poetry from southern Africa. Johannesburg : AD. Donker, 1982
- (Hrsg.): Soweto poetry. Johannesburg : McGraw-Hill, 1982
- South African English poetry : a modern perspective. Johannesburg : Ad. Donker, 1984
- David Adey, Ridley Beeton, Michael Chapman, Ernest Pereira: Companion to South African English Literature. A.D. Donker, Johannesburg 1986
- The "Drum" decade : stories from the 1950s. Pietermaritzburg : University of Natal Press, 1989
- Ernest Pereira; Michael Chapman (Hrsg.): African poems of Thomas Pringle. Pietermaritzburg : University of Natal Press, 1989
- Michael Chapman; Colin Oxenham Gardner; Es’kia Mphahlele (Hrsg.): Perspectives on South African English literature. Parklands : AD Donker, 1992
- Southern African literatures. London : Longman, 1996
- The Problem of Identity: South Africa, Storytelling, and Literary History. New Literary History. 1998, 29 (1): S. 85–99. doi:10.1353/nlh.1998.0002
- (Hrsg.): The new century of South African poetry. Johannesburg : Ad Donkers, 2002
- Art talk, politics talk : a consideration of categories. Scottsville, South Africa: University of KwaZulu-Natal Press, 2006
- (Hrsg.): Omnibus of a century of South African short stories. Johannesburg : Ad Donker Publishers, 2007
- (Hrsg.): Postcolonialism : South/African perspectives. Newcastle: Cambridge Scholars Publ., 2008
- Michael Chapman; Margaret Lenta (Hrsg.): SA lit : beyond 2000. Scottsville : University of KwaZulu-Natal Press, 2011
- Lindy Stiebel, Michael Chapman (Hrsg.): Writing home : Lewis Nkosi on South African writing. Pietermaritzburg, South Africa: University of KwaZulu-Natal Press, 2016
- Green in black-and-white times : conversations with Douglas Livingstone. Pietermaritzburg : University Of Kwazulu-Natal Press, 2016
- The Story of an Anthology: “Conjunctures in a Disjunctive Society?” Current Writing: Text and Reception in Southern Africa. 31(2), 2019, S. 116–130. doi:10.1080/1013929X.2019.1618089
- On literary attachment in South Africa : tough love. New York, NY : Routledge, 2021